# وسام الجمهورية الاتحادية (نيجيريا)
وسام الجمهورية الاتحادية ( OFR ) هو واحد من وسامين استحقاق، وضعتهما جمهورية نيجيريا الاتحادية في عام 1963. وهو أعلى رتبة من وسام النيجر.
يعتبر أعلى تكريم حيث يتم منح وسام الجمهورية الاتحادية من القائد الأكبر ووسام النيجر من الرئيس ونائب الرئيس على التوالي. قاضي المحكمة العليا ورئيس مجلس الشيوخ مؤهلان وقائدان بحكم المنصب إلى منح وسام النيجر.
وقد اتبع النيجيريون المثال البريطاني في شكل وهيكل الوسام. هناك أيضًا أسماء تشريفية للمتحصلين وسام النيجر.
هناك شعبة مدنية وشعبة عسكرية. يختلف الوسام العسكري بإضافة خط أحمر صغير في المنتصف.

## الرتب
الوسام له أربع درجات:
- وسام القائد العام للجمهورية الاتحادية (GCFR)
- وسام القائد للجمهورية الاتحادية (CFR)
- وسام الضابط للجمهورية الاتحادية (OFR)
- وسام العضو للجمهورية الاتحادية (MFR)

## المستلمون

### وسام القائد العام للجمهورية الاتحادية (GCFR)
- شيخو شاجاري
- أوبافيمي أوولوو
- نامدي أزيكيوي
- أولوسيجون أوباسانجو
- ابراهيم بابانجيدا
- غودلاك جوناثان
- محمد بخاري
- الملكة إيليزابيث الثانية
- نيلسون مانديلا
- مسعود أبيولا
- عمر موسى يارادوا

### وسام القائد العام للنيجر (GCON)
- أليكس إكويمي
- أتيكو أبو بكر
- أليكو دانغوتي
- إدريس ليغبو كوتيغي
- غودلاك جوناثان
- ييمي أوسينباجو

### وسام القائد للجمهورية الاتحادية (CFR)
- أمينو تامبوال
- كليمنت إيسونغ
- دانيال ألاديسانمي الثاني
- محمد أدوكي
- الحاج عيسى سالي
- السيدة. فيكتوريا جوون
- يحيى أبو بكر

### وسام الضابط للجمهورية الاتحادية (OFR)
- كريستوفر إي. أبيبي [3]
- تايو أكينكونمي [4]
- غرايس أليلي ويليامز
- السيناتور الدكتور فيكتور أوميه
- سامويل أليو أجايي
- الحاج بوخاري بالا
- تيجاني محمد باندي
- انوسينت أوميزوليكي
- إدريس ليغبو كوتيغي
- شيتيما مصطفى
- إرنست تشوكووكا أنيني ندوكوي
- أيو أوريتسيجافور
- وولي أولانيبيكون
- ليري بايمو
- قاسم زانه

### وسام العضو للجمهورية الاتحادية (MFR)
- أولو يعقوب
- أوسيتا ليمي [5]
- مختار أ.جادانيا
- توني إلوميلو
- جينيفيف نناجي
- أوموتولا إيكيندي
- القائد الأعلى غابرييل إيمانويل أومودين
- أوتونبا لانري إيبينميشو
- كوفوورولا أديمولا
- ليري بايمو [6]
- سليفانوس أوكبالا

## روابط خارجية
- "نيجيريا - وسام الجمهورية الاتحادية". أوامر الملكة والكومنولث > أوسمة. المجموعة الملكية. مؤرشف من الأصل في 2013-12-11. اطلع عليه بتاريخ 2013-11-24.

- "وأخيراً، حصل أكينكونمي، مصمم العلم النيجيري، على جائزة وطنية". مؤرشف من الأصل في 2020-04-06.